# Anomala maculicollis
Anomala maculicollis är en skalbaggsart som beskrevs av Jacques Bernard Hombron och Jacquinot 1846. Anomala maculicollis ingår i släktet Anomala och familjen Rutelidae. Inga underarter finns listade i Catalogue of Life.